# Квара
Квара је једна од савезних држава Нигерије. Налази се на западу земље, а главни град државе је град Илорин. 
Држава Квара је формирана 1996. године. Заузима површину од 36.825 km² и има 2.591.555 становника (подаци из 2005). 